# Patricia Marx (álbum)
Patricia Marx (também conhecido como Nu Soul  ou Lazy Soul na Europa) é o nono álbum de estúdio lançado pela cantora brasileira Patricia Marx, em 2004. Seu segundo e último sob o contrato com a gravadora Trama.
A sonoridade é voltada para o estilo denominado neo soul, da qual a artista foi percursora no Brasil, com o lançamento de Respirar, de 2002, bem como ao drum and bossa, subgênero que mistura música eletrônica e bossa nova, e neo soul.
Para promovê-lo fez uma séries de shows, incluindo alguns fora do Brasil, bem como participou e cedeu entrevista a vários programas de TV e rádio, além de ter gravado videoclipes para os dois singles lançados: "Burning Luv" e "Dias de Sol". 
A recepção do público foi modesta, mas a crítica especializada fez resenhas favoráveis nas quais elogiou-se os arranjos e os vocais da cantora.

## Antecedentes
Em 2002, Patricia Marx deu início ao que seria chamado de sua "fase Trama", que constituiu-se de dois discos, ambos elaborados privilegiando a sonoridade chamada de nu soul, estilo musical que consiste em uma releitura da tradição da soul music, adicionando novos timbres e harmonias.

## Produção e gravação
Para esse que seria o último na gravadora mencionada, houve a ideia de adicionar também o drum and bossa (ou sambass), que é um subgênero que mistura música eletrônica com as batidas sincopadas do drum and bass e bossa nova.
Outro gênero é o broken beats (movimento musical criado em Londres que mistura sons brasileiros (como o afoxé e o baião) com ritmos eletrônicos), utilizado na faixa faixa "Lá no Mar".
A produção é da própria cantora, que em entrevistas falou: "quis compor, tocar e fazer arranjos para todas as faixas. Tinha aprendido música e piano na adolescência e com a experiência de tantos anos em estúdio, resolvi colocar em prática tudo o que eu tinha visto, ouvido e aprendido. Lógico que na prática eu apanhei muito na hora de mixar, os equipamentos usados para equalizar. Mas fui muito também pelo meu ouvido e coração. Eu ia buscando lá no fundo da minha mente, os timbres e tipo de sonoridade que queria para cada música. Foi uma grande escola. Mas fiquei muito satisfeita com o resultado e acho, sem menosprezar os outros meus álbuns, que esse é o que mais gosto e que acho mais maduro".
Nas composições e na produção executiva, contou com as colaborações de  Jair Oliveira, Silvera e o seu então marido, o produtor Bruno E.

## Lançamento e divulgação
O lançamento ocorreu em 2004, em alguns países da Europa, em alguns deles era intitulado como Nu Soul ou até Lazy Soul.
Para promovê-lo foram dois singles lançados, a saber: "Burning Luv" e "Dias de Sol". A primeira ganhou um videoclipe dirigido por Paul e Roberto Baptista, que mescla cenas de gravações em estúdio com uma performance ao vivo. Ambas foram cantadas em shows em território brasileiro e extrangeiro, na turnê de divulgação dos trabalhos.

## Recepção crítica
| Críticas profissionais | Críticas profissionais |
| Avaliações da crítica  | Avaliações da crítica  |
| Fonte                  | Avaliação              |
| ---------------------- | ---------------------- |
| DJ Magazine (Londres)  | [ 10 ]                 |
| Trax (França)          | [ 11 ]                 |
| Infos Bresil (França)  | Favorável              |
| Território da Música   | [ 13 ]                 |
| IstoÉ Gente            | [ 14 ]                 |

As resenhas dos críticos de música foram, majoritariamente, favoráveis. 
A revista londrina DJ Magazine avaliou com quatro estrelas de cinco e chamou a produção de "puro ouro brasileiro", afirmando que estava um passo à frente do lançamento anterior da cantora, Repirar.
Benolt Repoux, da revista francesa Trax, deu três estrelas e meia de cinco e salientou que Patricia brilhou no tom minimalista e que é "um convite a preguiça, com um suplemento para a alma".
O jornal francês Infos Bresil fez uma avaliação favorável na qual afirmou que "o clima é fortemente atmosférico, pulsado pelos ritmos de um indiferente ambiente electro e sublinha uma interpretação impregnada de alma".
Aaron M. do site brasileiro Território da Música, definiu a sonoridade como "mais ‘soft’, diluído, que a possante música negra, trazendo um verniz contemporâneo às composições da cantora" e avaliou com quatro de cinco estrelas. Concluiu escrevendo: "é um ótimo trabalho com uma sonoridade moderna que traz principalmente, para o alívio dela e também dos fãs, uma Patricia Marx segura e confiante, revelando-se uma ótima cantora de Soul".
Mauro Ferreira, crítico da revista IstoÉ Gente, escreveu a única resenha desfavorável. Avaliou com duas estrelas de cinco e afirmou que "por conta do fraco material autoral, o disco não decola".

## Lista de faixas
Créditos adaptados do CD Patricia Marx, de Patricia Marx, lançado em 2005.
| Edição nacional |                                          |                                                                         |         |  |
| N.º             | Título                                   | Compositor(es)                                                          | Duração |  |
| 1.              | "Wheels of Life"                         | Patricia Marx / Silvera / Adrian Harley                                 | 3:24    |  |
| 2.              | "We Know (Somos Dois)"                   | Patricia Marx / Dego McFarlane                                          | 2:44    |  |
| 3.              | "Menino"                                 | Patricia Marx / Marc Mac                                                | 3:13    |  |
| 4.              | "New Life"                               | Patricia Marx / Bruno E. / Jair Oliveira                                | 4:35    |  |
| 5.              | "Burning Luv"                            | Patricia Marx / Robinho / Marcelo Maita / Ivan Carvalho / Jair Oliveira | 3:31    |  |
| 6.              | "Nu (Instrumental)"                      | Patricia Marx / Silvera                                                 | 3:46    |  |
| 7.              | "Diz (feat. Parteum)" (Rap em inglês)    | Patricia Marx / Silvera                                                 | 3:04    |  |
| 8.              | "Lotta Luck"                             | Patricia Marx / Bruno E. / Adrian Harley                                | 5:35    |  |
| 9.              | "Sentido"                                | Patricia Marx / Jair Oliveira                                           | 5:10    |  |
| 10.             | "Lá No Mar"                              | Patricia Marx / Bruno E.                                                | 6:07    |  |
| 11.             | "Dias de Sol"                            | Patricia Marx / Silvera                                                 | 3:24    |  |
| 12.             | "Diz (feat. Parteum)" (Rap em português) | Patricia Marx / Silvera                                                 | 3:02    |  |

| Edição internacional |                                       |                                                                         |         |  |
| N.º                  | Título                                | Compositor(es)                                                          | Duração |  |
| 1.                   | "Burning Luv"                         | Patricia Marx / Robinho / Marcelo Maita / Ivan Carvalho / Jair Oliveira | 3:31    |  |
| 2.                   | "Diz (feat. Parteum)" (Rap em inglês) | Patricia Marx / Silvera                                                 | 3:04    |  |
| 3.                   | "New Life"                            | Patricia Marx / Bruno E. / Jair Oliveira                                | 4:35    |  |
| 4.                   | "Lotta Luck"                          | Patricia Marx / Bruno E. / Adrian Harley                                | 5:35    |  |
| 5.                   | "Nu (Instrumental)"                   | Patricia Marx / Silvera                                                 | 3:46    |  |
| 6.                   | "Menino"                              | Patricia Marx / Marc Mac                                                | 3:13    |  |
| 7.                   | "Lá No Mar"                           | Patricia Marx / Bruno E.                                                | 6:07    |  |
| 8.                   | "We Know (Somos Dois)"                | Patricia Marx / Dego McFarlane                                          | 2:44    |  |
| 9.                   | "Wheels of Life"                      | Patricia Marx / Silvera / Adrian Harley                                 | 3:24    |  |
| 10.                  | "Sentido"                             | Patricia Marx / Jair Oliveira                                           | 5:10    |  |

## Histórico de lançamento
| País        | Data | Formato                    | Gravadora   | Edição(ões) |
| ----------- | ---- | -------------------------- | ----------- | ----------- |
| Reino Unido | 2004 | CD download digital [ 17 ] | Trama Ether | Padrão      |
| Japão       | 2004 | CD download digital [ 17 ] | Trama Ether | Padrão      |
| Brasil      | 2005 | CD download digital [ 17 ] | Trama       | Deluxe      |
| Mundo       | 2006 | CD download digital [ 17 ] | Trama Ether | Padrão      |